# Динамо (Чернігів)
Футбольний клуб «Динамо» або просто «Динамо»  — радянський футбольний клуб з міста Чернігів.

## Історія
Футбольний клуб «Динамо» заснований у XX столітті в місті Чернігів. У 1937 році «динамівці» дебютували в кубку УРСР. У 1/32 фіналу чернігівська команда обіграла (3:1) «Комуну ім. Балицького» з Прилук, а в наступному раунді поступилася (1:4) харківському «Сільмашу». У 1946 році клуб дебютував у третій українській зоні Третьої групи чемпіонату СРСР, де посів передостаннє 9-е місце. Наступного року чернігівські «динамівці» виступали в кубку УРСР, де за сумою двох матчів в 1-у колі поступилися полтавським одноклубникам. 1948 року виступав у другій зоні Першої групи чемпіонату УРСР серед аматорів, де посів останнє 8-е місце. Після цього команда виступала в чемпіонаті та кубку Чернігівської області, допоки її не розформували. В обласних змаганнях найвищим досягненням «Динамо» став вихід до фіналу кубку Чернігівської області 2000 року, де команда поступилася ФК «Ніжин».

## Досягнення
- Третя група чемпіонату СРСР, центральна українська зона
  - 9-е місце (1): 1946

- Кубок Чернігівської області
  -  Фіналіст (1): 2000

## Відомі гравці
- Олександр Пищур (1999)